# Boule de neige (bande dessinée)
Pour les articles homonymes, voir Boule de neige (homonymie).
Boule de neige est un album collectif de bande dessinée publié dans le collection « Shampooing » de Delcourt en 2007.
Il regroupe neuf des vingt-six histoires réalisées en janvier 2007 lors du festival d'Angoulême dans le cadre de la première édition des 24 heures de la bande dessinée, sous l'impulsion de Lewis Trondheim. La contrainte était de faire figurer une boule de neige dans la première et la dernière case, en référence à la neige qui tombait alors sur Angoulême.

## Liste des histoires
- Martha, Natacha Sicaud
- Une neige nommée désir, Lisa Mandel
- 24h en boule, Aude Picault
- Le Concours de records, Mathieu Sapin
- Jour de neige, Boulet
- Hiver précoce, Dominique Boostopoulet (pseudonyme commun du couple Libon et Capucine)
- Planète froute-froute, Erwann Surcouf
- Hiver, Jonvon
- Sérendipité, Lewis Trondheim

## Publication
- Boule de neige, Delcourt, coll. « Shampooing », 2007  (ISBN 9782756011257).

### Documentation
- L. Cirade, « Boule de Neige (collectif, Shampooing) », sur BD Gest, 25 octobre 2007.
- Mickaël Géreaume, « Boule de neige », sur Planète BD, 15 novembre 2007.
- Sylvestre, « Boule de neige », sur sceneario.com, 19 octobre 2007.